# Hileithia differentialis
Hileithia differentialis is een vlinder uit de familie van de grasmotten (Crambidae), uit de onderfamilie van de Spilomelinae. De wetenschappelijke naam van deze soort is voor het eerst voorgesteld als Bocchoris differentialis door Harrison Gray Dyar Jr. in een publicatie uit 1914.
De soort komt voor in de Verenigde Staten, Cuba, Puerto Rico, Costa Rica en Panama.